# Urocystis fischeri

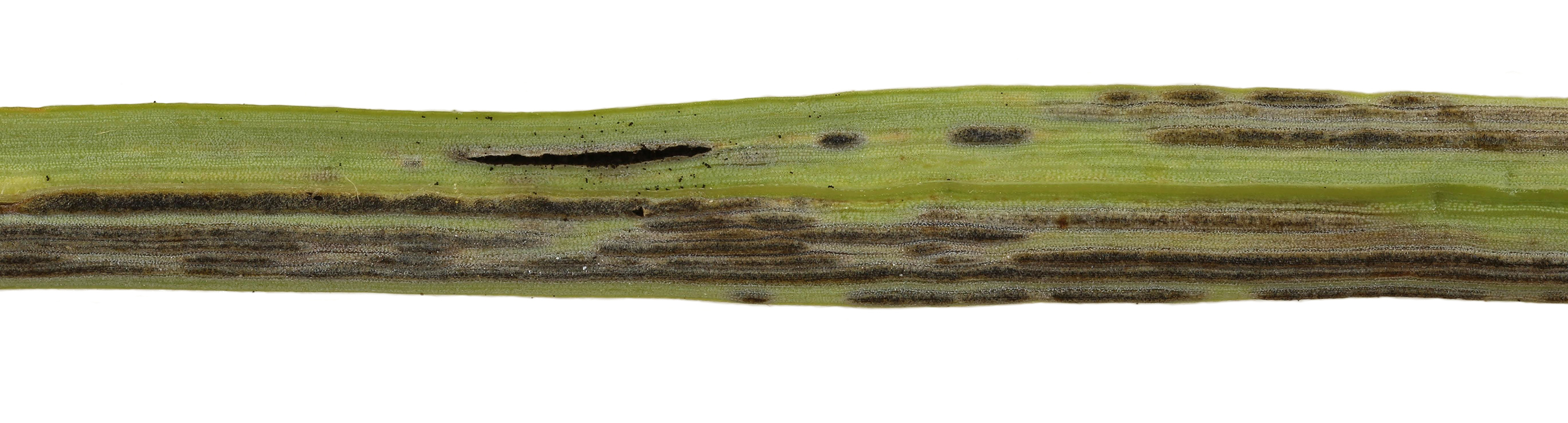
Objawy porażenia na pędzie turzycy sinej

Urocystis fischeri Körn. – gatunek podstawczaków należący do rodziny Urocystidaceae. Grzyb mikroskopijny pasożytujący na turzycach.

## Systematyka
Pozycja w klasyfikacji według Index Fungorum: Urocystis, Urocystidaceae, Urocystidales, Incertae sedis, Ustilaginomycetes, Ustilaginomycotina, Basidiomycota, Fungi.
Po raz pierwszy opisał go w 1879 r. Friedrich August Körnicke. Synonimy:
- Tuburcinia fischeri (Körn.) Liro 1922
- Urocystis caricis Ule 1884[3].

## Charakterystyka
Pasożytuje na licznych gatunkach roślin z rodziny ciborowatych (Cyperaceae). Objawami porażenia są szaroołowiowe, podłużne plamy na liściach, rzadziej na źdźbłach. Powstają w nich zarodniki patogenu. Po ich dojrzeniu skórka liści pęka i uwalniają się ciemnobrązowe, pudrowe masy zlepionych po 1–3 (4) zarodników, całkowicie owiniętych w płaszcz z mniejszych sterylnych komórek.